# Oberwiera

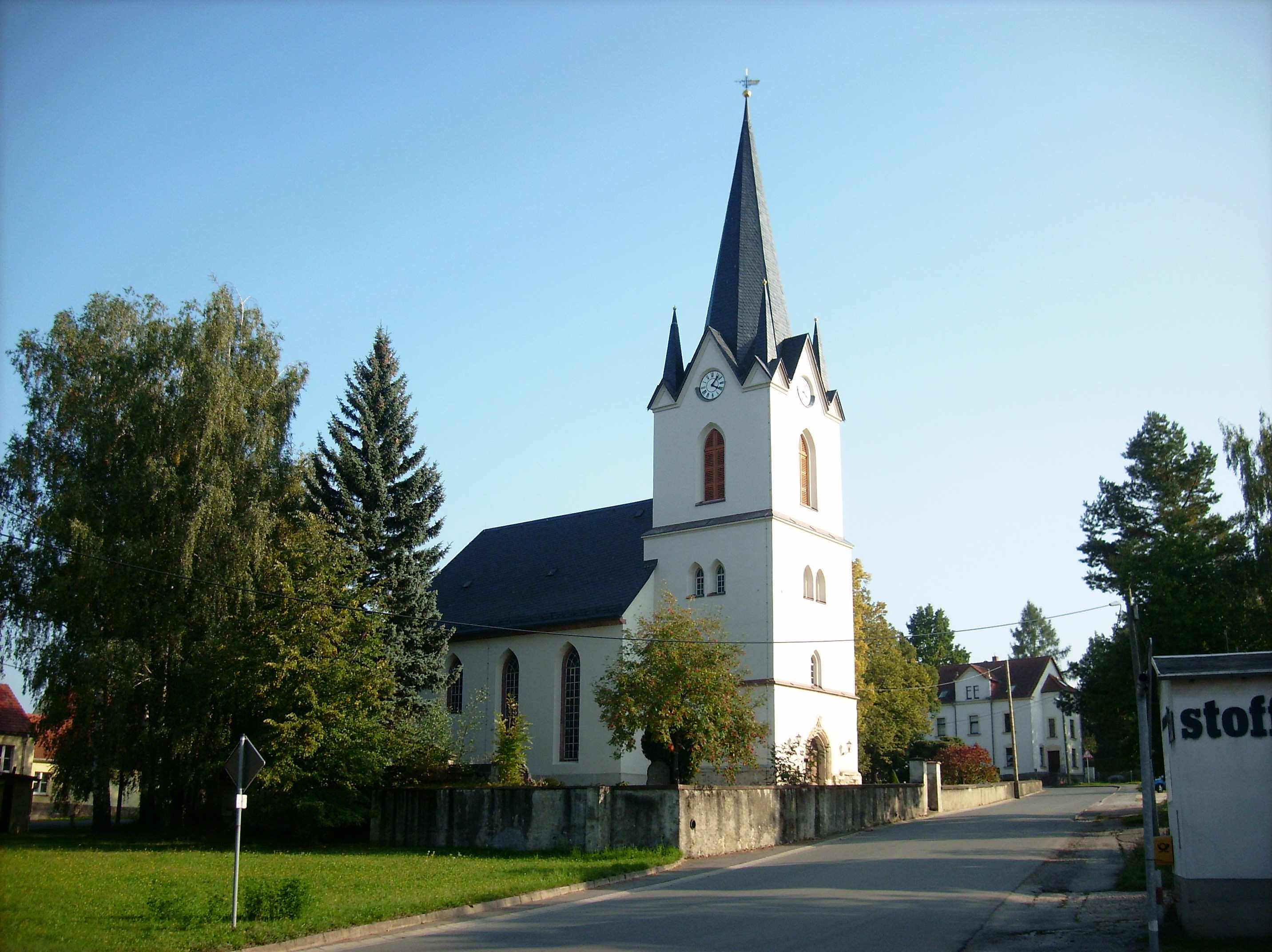
Kirche in Oberwiera

Oberwiera ist eine Gemeinde im Freistaat Sachsen im Norden des Landkreises Zwickau. Sie ist Teil der Verwaltungsgemeinschaft Waldenburg.

## Geographie

### Geografische Lage
Die Gemeinde Oberwiera liegt im Norden des sächsischen Landkreises Zwickau an der Grenze zum Freistaat Thüringen (Altenburger Land). Die Gemeinde liegt im Quellgebiet der Wiera, einem Nebenfluss der Pleiße.

### Nachbargemeinden und -orte
|                                       | Gemeinde Nobitz im Landkreis Altenburger Land im Freistaat Thüringen |                                         |
| Stadt Waldenburg im Landkreis Zwickau | Kompassrose, die auf Nachbargemeinden zeigt                          | Gemeinde Schönberg im Landkreis Zwickau |
|                                       | Gemeinde Remse im Landkreis Zwickau                                  |                                         |

Innerhalb der Gemeinde Oberwiera grenzt der Ortsteil Oberwiera an folgende Orte:
| Zumroda             | Harthau                                     | Niederwiera |
| Oberdorf            | Kompassrose, die auf Nachbargemeinden zeigt | Wickersdorf |
| Tettau, Breitenbach | Neukirchen                                  |             |

### Gemeindegliederung
Die Gemeinde Oberwiera besteht aus den Ortsteilen Harthau, Neukirchen, Niederwiera, Oberwiera, Röhrsdorf und Wickersdorf.
Etwa die Hälfte der Einwohner der Gemeinde wohnen im Hauptort Oberwiera.
Die Siedlung „Holzhäuser“ wird auf vielen Karten als Ortsteil aufgeführt, was jedoch nicht korrekt ist. Die Holzhäuser sind eine Reihe von kürzeren Nebenstraßen der Waldenburger Straße und umfassen den südlichsten Teil von Oberwiera. In diese Richtung (von der Ortsmitte gesehen), folgt der Ortsteil Wickersdorf. Wobei zwischen den Holzhäuser und Wickersdorf eine bauliche Lücke von etwa 200 Metern (Luftlinie) besteht.
Die kürzeste Straßenverbindung (Ortsausgang bis Ortseingang) zwischen den einzelnen Ortsteilen beträgt meist nur einige hundert Meter. Eine Ausnahme bildet hierbei nur die Strecke Oberwiera–Neukirchen, wobei dies durch die Straßenführung bedingt ist. Die Luftlinie ist deutlich kürzer.

## Geschichte
Die urkundliche Ersterwähnung von Oberwiera wird auf das Jahr 1254 datiert. Demnach ist Oberwiera ebenso alt wie die Nachbarstadt Waldenburg. Die Erwähnung bezieht sich auf einen „Conradus de Wira“, im Jahr 1279 wurde ein „Witego plebanus in Wiera“ genannt. Bereits seit dem 14. Jahrhundert gab es in Oberwiera eine dem Erzengel Michael geweihte Kirche. Zur Parochie Oberwiera gehörten die Orte Oberwiera, Wickersdorf (sächs. Anteil) und Gähsnitz (sächs. Anteil).
Bereits seit der urkundlichen Ersterwähnung im Jahr 1254 wurde Oberwiera als Herrensitz erwähnt. Im Jahr 1531 ist ein Vorwerk und ab 1750 ein Rittergut erwähnt. Dieses war bis ins 19. Jahrhundert im Besitz folgender adliger Familien: Rentzel (17. Jahrhundert), Schmertzing und Kotzau (beide 18. Jahrhundert). Nach dem Tod des Freiherrn von Kotzau im Jahre 1867 waren die Schwestern Gräfin von der Recke-Volmerstein und die verw. Freifrau von Metzsch Erben und letzte adlige Besitzer des Ritterguts Oberwiera. Sie verkauften es im Jahre 1868 an den Gutsbesitzer Gottfried Winter. Der größte Teil von Oberwiera stand unter der Grundherrschaft des Ritterguts Oberwiera, welches wiederum zur schönburgischen Herrschaft Waldenburg gezählt wurde.
Der kleinere Teil von Oberwiera stand unter kurfürstlich-sächsischer Lehnshoheit. Er wurde durch die ebenfalls unter kursächsischer Lehnshoheit stehende schönburgische Herrschaft Remse verwaltet, die aus dem Besitz des 1533 im Zuge der Reformation aufgelösten Klosters Remse hervorging. In diesem Gebiet im Südosten von Oberwiera entstanden im 18. Jahrhundert die „Holzhäuser“. Sie wurden in älteren Eintragungen der Kirchenbücher „unter dem Tannenholze“ genannt, da sie erst später neben dem herrschaftlichen Wald erbaut worden sind. Im 19. Jahrhundert bestand der sächsische Teil von Oberwiera aus zehn Häusern, der schönburgische Teil hingegen aus 85 Häusern.
Im 18. Jahrhundert befanden sich nordwestlich von Oberwiera sechs unterirdische Heilquellen, denen heilsame Kräfte nachgesagt wurden. Dadurch entwickelte sich eine Zeit lang ein reger Badebetrieb in Oberwiera. Das Wasser wurde auch in Flaschen und Fässern in die Umgebung gefahren. Nach einigen Jahrzehnten ließ die Nachfrage nach dem Gesundbrunnen jedoch nach, da den Quellen keine heilkräftige Wirkung bestätigt werden konnte.
Zwischen dem Königreich Sachsen und dem Haus Schönburg erfolgte im Jahr 1835 eine Neuordnung ihres Verhältnisses. Dabei wurde die unter sächsischer Lehnsherrschaft stehende Herrschaft Remse, zu dem auch ein Teil von Oberwiera gehörte, unter die Verwaltung des königlich-sächsischen Amts Zwickau gestellt. Am 25. September 1856 wurden die gerichtlichen Befugnisse der Herrschaft Remse von den Schönburgern an den sächsischen Staat abgetreten. Seitdem wurde Oberwiera (sächs. Ant.) wie die anderen dazugehörigen Orte bis zur Neuordnung der Verwaltung im Königreich Sachsen im Jahr 1875 durch das Gerichtsamt Remse verwaltet. Ab 1875 gehörte Oberwiera (sächs. Ant.) zunächst zur Amtshauptmannschaft Zwickau. Im schönburgischen Teil von Oberwiera waren im Jahr 1836 die Frone des örtlichen Ritterguts und der Pfarrzehnt von einigen Bauern abgeschafft worden. Nachdem auf dem Gebiet der Rezessherrschaften Schönburg im Jahr 1878 eine Verwaltungsreform durchgeführt wurde, kamen der sächsische und der schönburgische Anteil von Oberwiera mit dem selbstständigen Gutsbezirk Oberwiera im Jahr 1880 zur neu gegründeten sächsischen Amtshauptmannschaft Glauchau.
Oberwiera gehörte ab 1918 zum Freistaat Sachsen. Der Gutsbezirk Oberwiera wurde nach 1924 in die Gemeinde Oberwiera eingegliedert. Am 1. Juli 1950 wurden die einst teilweise zu Thüringen gehörigen Orte Harthau und Neukirchen in die Gemeinde Oberwiera eingemeindet. Die Gemeinde Oberwiera kam durch die zweite Kreisreform in der DDR im Jahr 1952 zum Kreis Glauchau im Bezirk Chemnitz (1953 in Bezirk Karl-Marx-Stadt umbenannt). Am 1. März 1964 erfolgte die Eingemeindung des einst teilweise zu Thüringen gehörigen Wickersdorfs und der ehemals vollständig thüringischen Gemeinde Niederwiera mit seinem Ortsteil Röhrsdorf. Die Gemeinde Oberwiera kam im Jahr 1990 zum sächsischen Landkreis Glauchau, der 1994 im Landkreis Chemnitzer Land bzw. 2008 im Landkreis Zwickau aufging.

### Eingemeindungen
- 1925 – Eingemeindung des Rittergutes (Gutsbezirk von Oberwiera)
- 1950 – 1. Juli: Eingemeindung von Neukirchen und Harthau
- 1964 – 1. März: Eingemeindung von Niederwiera und Wickersdorf

Zuvor war am 1. Januar 1957 die Gemeinde Niederwiera mit dem am 1. Juli 1950 eingemeindeten Ortsteil Röhrsdorf vom Kreis Altenburg (Bezirk Leipzig) in den Kreis Glauchau gewechselt.

### Einwohnerentwicklung
Am 3. Oktober 1990 zählte Oberwiera 1250 Einwohner. Folgende Einwohnerzahlen beziehen sich auf den 31. Dezember des voranstehenden Jahres:
| 1998 bis 2002 - 1998 – 1294 - 1999 – 1277 - 2000 – 1273 - 2001 – 1291 - 2002 – 1277 | 2003 bis 2007 - 2003 – 1252 - 2004 – 1244 - 2005 – 1236 - 2006 – 1211 - 2007 – 1199 | ab 2008 - 2008 – 1169 - 2012 – 1073 - 2013 – 1048 - 2018 – 995 - 2019 – 1020 |

 Datenquelle: Statistisches Landesamt des Freistaates Sachsen

## Politik

### Gemeinderat
- ULO: 6
- FW OW: 2
- Okm: 1
- CKB: 2
- CDU: 1

Seit der Gemeinderatswahl am 9. Juni 2024 verteilen sich die 12 Sitze des Gemeinderates folgendermaßen auf die einzelnen Gruppierungen:
- Unabhängige Liste Oberwiera: 6 Sitze
- Freie Wählergemeinschaft „Oberes Wieratal“: 2 Sitze
- Christlich Konservatives Bündnis: 2 Sitze
- CDU: 1 Sitz
- Oberwiera kann mehr: 1 Sitz

| Liste                                      | 2024   | 2024   | 2019   | 2019   | 2014   | 2014   |
| Liste                                      | Sitze  | in %   | Sitze  | in %   | Sitze  | in %   |
| ------------------------------------------ | ------ | ------ | ------ | ------ | ------ | ------ |
| Unabhängige Liste Oberwiera                | 6      | 43,9   | –      | –      | –      | –      |
| Freie Wählergemeinschaft „Oberes Wieratal“ | 2      | 19,5   | 8      | 62,0   | 6      | 53,6   |
| Christlich Konservatives Bündnis           | 2      | 13,0   | –      | –      | –      | –      |
| CDU                                        | 1      | 11,6   | 4      | 38,0   | 5      | 46,4   |
| Oberwiera kann mehr                        | 1      | 8,8    | –      | –      | –      | –      |
| Grüne                                      | –      | 3,3    | –      | –      | –      | –      |
| Wahlbeteiligung                            | 80,3 % | 80,3 % | 72,6 % | 72,6 % | 59,6 % | 59,6 % |

### Bürgermeister
- bis 31. Dezember 2005 Werner Opitz (parteilos)
- 1. Januar 2006 bis 31. Dezember 2019 Bernd Geringswald (CDU)
- seit 1. Januar 2020 Holger Quellmalz (parteilos)

| Wahl | Bürgermeister     | Vorschlag    | Wahlergebnis (in %) |
| ---- | ----------------- | ------------ | ------------------- |
| 2019 | Holger Quellmalz  | Quellmalz    | 51,3                |
| 2012 | Bernd Geringswald | CDU          | 95,8                |
| 2005 | Bernd Geringswald | CDU          | 98,6                |
| 2001 | Werner Opitz      | WV Oberwiera | 82,1                |

### Wappen
Der braune Hintergrund des Wappens von Oberwiera stellt den Ackerboden der Gemeinde dar, welcher symbolisch für die dominierende Landwirtschaft in der Gemeinde steht. Die sechs Ähren auf blauem Erntehimmel im oberen Drittel verkörpern die sechs Ortsteile der Gemeinde Oberwiera. Die beiden unteren Drittel weisen mit den Landesfarben grün/weiß bzw. rot/weiß die historische Zugehörigkeit der Ortsteile zu Sachsen bzw. Thüringen und den Schönburgischen Herrschaften hin. Die im Gemeindegebiet entspringende Wiera wird durch die blaue geschlängelte Linie in den beiden unteren Dritteln des Wappens dargestellt.

## Wirtschaft und Infrastruktur

### Straßenanbindung
- Von Südosten (Waldenburg und Hohenstein-Ernstthal) nach Nordwesten (Altenburg) wird die Gemeinde von der Bundesstraße 180 durchquert.
- Die nächstgelegene Anschlussstelle einer Autobahn ist Glauchau-Ost (Bundesautobahn 4).
- Mit dem weiteren Bau der Bundesautobahn 72 (Chemnitz-Leipzig) wird man diese über Waldenburg und die Bundesstraße 175 erreichen.

### Bahnanbindung
Oberwiera besitzt keine Anbindung ans Schienennetz, ist bzw. war jedoch von mehreren in der Nähe befindlichen Bahnstrecken umgeben. Im thüringischen Bahnhof Gößnitz kreuzen sich die Bahnstrecke Leipzig–Hof und die Mitte-Deutschland-Verbindung (Bahnstrecken Glauchau-Schönbörnchen–Gößnitz und Gößnitz–Gera).
Der Bahnhof Glauchau (Sachs) liegt ebenfalls an der Mitte-Deutschland-Verbindung (Bahnstrecke Glauchau-Schönbörnchen–Gößnitz) sowie der Sachsen-Franken-Magistrale (Bahnstrecke Dresden–Werdau). Durch die Nachbarstadt Waldenburg verläuft die derzeit weitgehend nicht genutzte Strecke der Muldentalbahn. Nördlich der Gemeinde befand sich die 1998 stillgelegte und abgebaute Bahnstrecke Altenburg–Langenleuba-Oberhain.

### Flugverbindung
- Flughafen Leipzig/Halle – 70 km
- Flughafen Dresden – 100 km
- Leipzig-Altenburg Airport 13 km
- Agrarflugplatz Göpfersdorf 7 km

## Sehenswürdigkeiten
- die Kirche im Stil der frühen Neogotik wurde 1822 errichtet

### Naturschutz
- Siehe auch: Liste der Naturdenkmale in Oberwiera

## Bekannte Einwohner
- Paul Laurentius wurde am 30. März 1554 in Oberwiera geboren.